# Ligestra
Ligestra S.r.l. è una società finanziaria italiana controllata al 100% da Fintecna.

## Storia
È nata nel 2007 in seguito alla Legge 296/06 Disposizioni per la formazione del bilancio annuale e pluriennale dello Stato (Legge finanziaria 2007), dove all'Articolo 488 prevedeva che l'amministrazione, la gestione del patrimonio e delle cause giudiziarie di Ente Partecipazioni e Finanziamento Industria Manifatturiera e delle sue 23 controllate al 100%, in seguito alla messa in Liquidazione coatta amministrativa, fosse assunto da Fintecna o dalle sue controllate.

## Partecipazioni
Le percentuali riguardano le azioni in mano a EFIM al 18 luglio 2007.

### Società controllate
- Alumix S.p.A. in l.c.a. - 100%
  - Almax Italia S.p.A. in l.c.a. - 100%
  - Alucasa S.p.A. in l.c.a. - 100%
  - Alutekna S.p.A. in l.c.a. - 100%
  - Sardal S.p.A. in l.c.a. - 100%
  - Alures S.p.A. in l.c.a. - 99.9775%
- Efimpianti S.p.A. in l.c.a. - 99.9356%
  - Reggiane Omi S.p.A. in l.c.a. - 100%
  - Edina S.p.A. in l.c.a. - 99.9000%
  - Termomeccanica Italiana S.p.A. in l.c.a. - 100%
  - Metallotecnica Veneta S.p.A. in l.c.a. - 99%
  - Breda Progetti e Costruzioni S.p.A. in l.c.a. - 99.9938%
    - Ecosafe S.p.A. in l.c.a. - 100%
- Comsal S.p.A. in l.c.a. - 100%
  - Nuova Comsal S.p.A. in l.c.a. - 99.9384%
- Nuova Sopal S.p.A. in l.c.a. - 100%
  - Etnea Vini S.p.A. in l.c.a. - 100%
  - Olisud S.p.A. in l.c.a. - 99.98%
- Efimdata S.p.A. in l.c.a. - 100%
- Finanziaria Ernesto Breda S.p.A. -
- Istituto Ricerche Breda S.p.A. in l.c.a. - 99.6000%
- Nuova Safim S.p.A. in l.c.a. - 100%
- Safimgest S.p.A. in l.c.a. - 100%
- Sistemi e Spazio S.p.A. in l.c.a. - 100%

### Società collegate
- Nuova Breda Fucine
  - Breda Energia
  - Bredafin Innovazione
  - Breda Fucine Meridionali
  - C.T.O.
  - Efim Servizi
  - Finanziaria Ernesto Breda
  - Oto Breda Finanziaria
  - Safim Leasing
  - Safim Factor
- Finanziaria ligure S.p.a. in fallimento
- IN.SAR S.p.a.
- Almaviva S.p.a.

## Dati economici
Al 18 luglio 2007 i dipendenti delle aziende ex Efim erano 11.
Il conto economico nei primi 7 mesi del 2007 si chiude con una perdita di 191 milioni di euro circa e un patrimonio netto di 137 milioni.
Per liquidare le attività EFIM sono stati spesi circa 14.000 miliardi di lire, di cui 9000 erogati nel 1993 e 5000 nel 1994.

## Fonti
- Legge 388/00, su parlamento.it.
- Corte dei Conti (DOC) [collegamento interrotto], su corteconti.it.
- Milano Finanza (PDF) [collegamento interrotto], su corteconti.it.